# 二重雲
二重雲（にじゅううん、ラテン語学術名:duplicatus、略号:du）とは、雲の変種の1つで、巻雲、巻層雲、高積雲、高層雲、層積雲に現れる。水平に広がる同じ類（基本形）の雲が、同時に2層以上現れる状態。
一様に水平に広がる層状の雲や水平に並ぶ雲片の群れが異なる層にそれぞれ生じるもの。一部が融合している場合もある。
2層の雲の配列や模様の向きが異なると、二重雲であることが分かりやすい。また、太陽や月が出ていて上の層の雲の影が下の層の雲に映っていたり、日の出や日の入りの時間帯に色づきの異なる雲の層があったりすると、二重雲を探す目安になる。
巻雲ではしばしば2層の巻雲のすじの走向が異なる。高積雲や層積雲の二重雲は、層状雲やレンズ雲に生じる。高層雲でこの変種は稀。
ラテン語"duplicatus"は動詞"duplicare"の分詞で、「倍になった、二重になった、繰り返された」という意味がある。
高度によって大気の状態が異なることを示しており、天気が変わるときに出現しやすい。

## ギャラリー

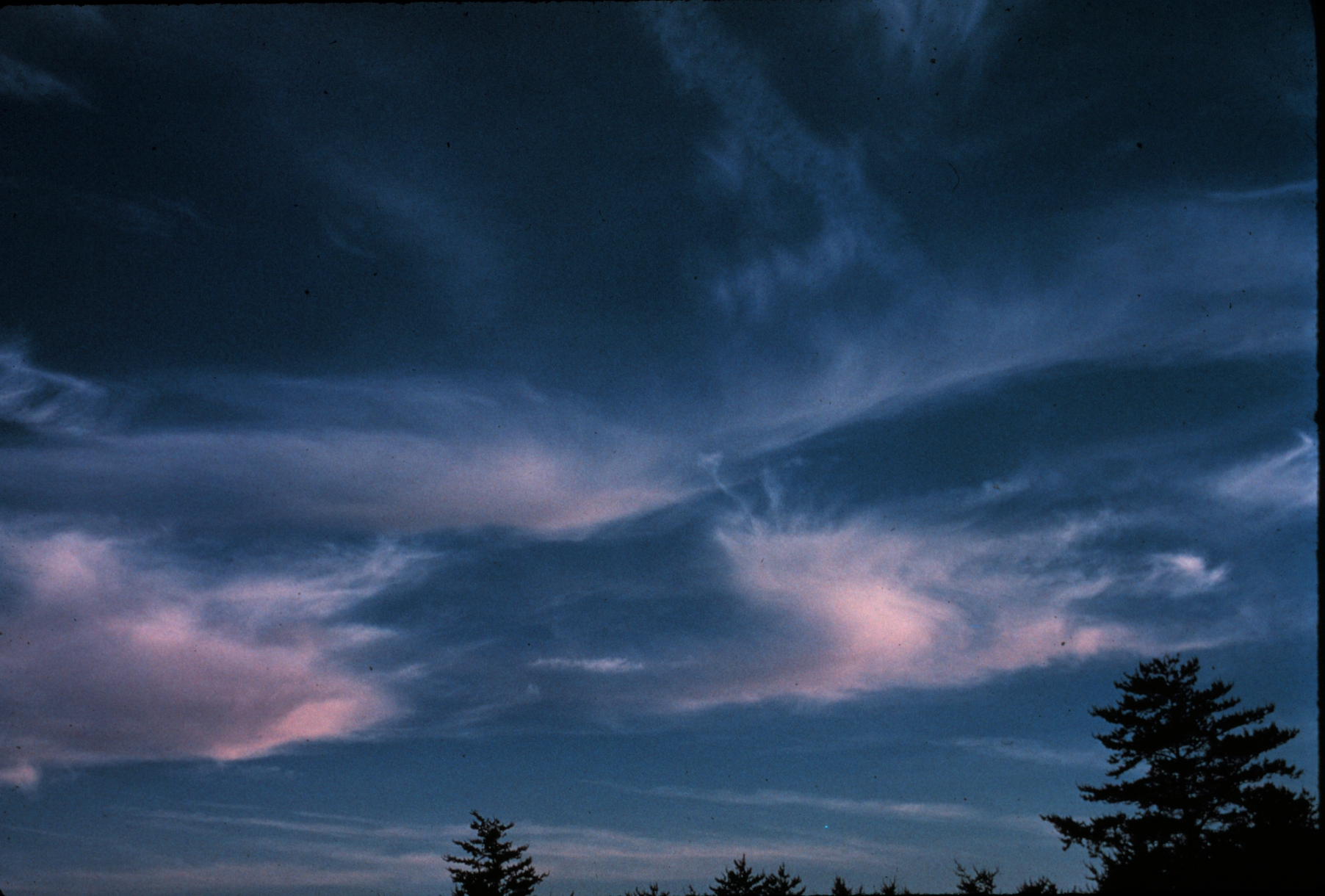
二重巻雲
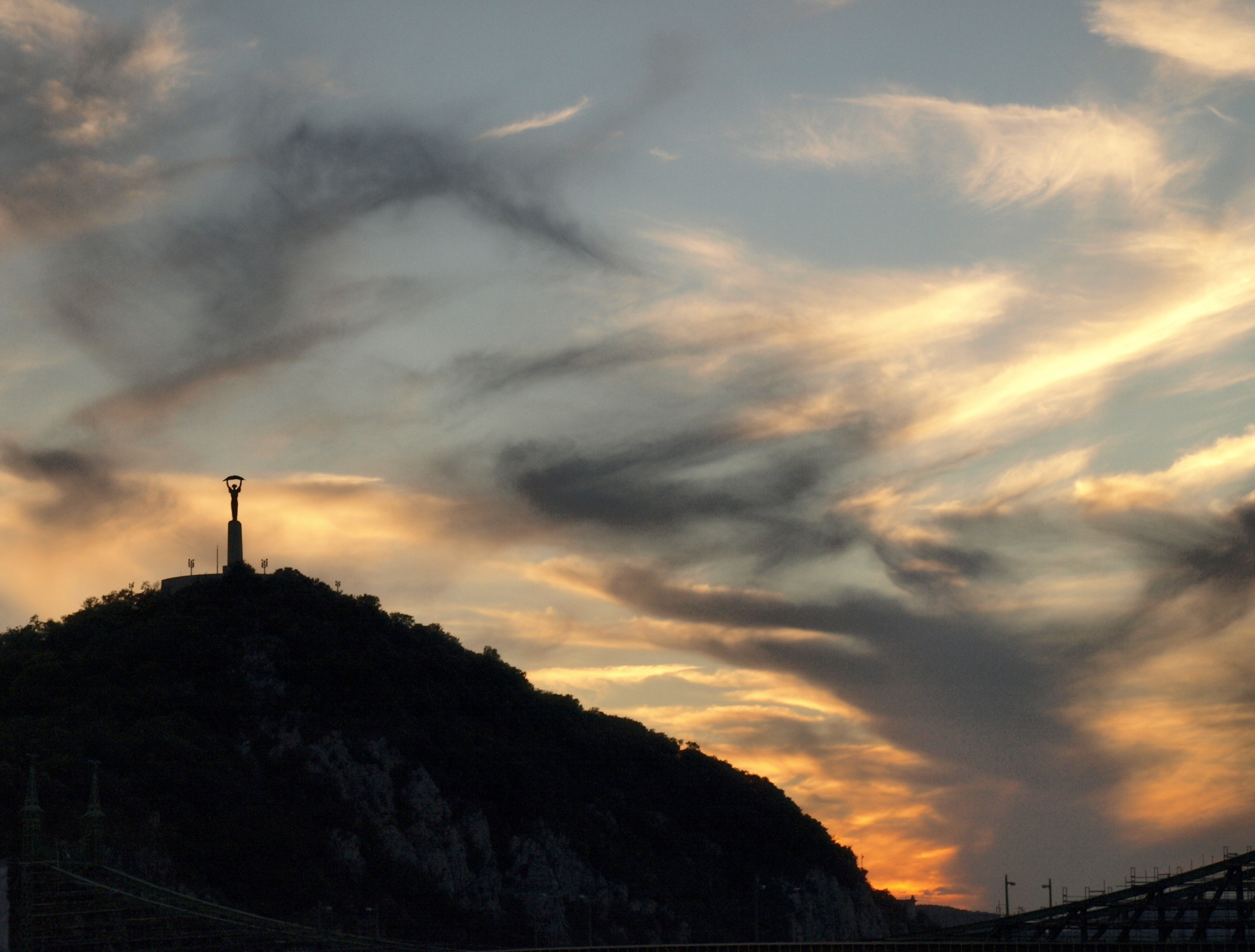
二重巻雲
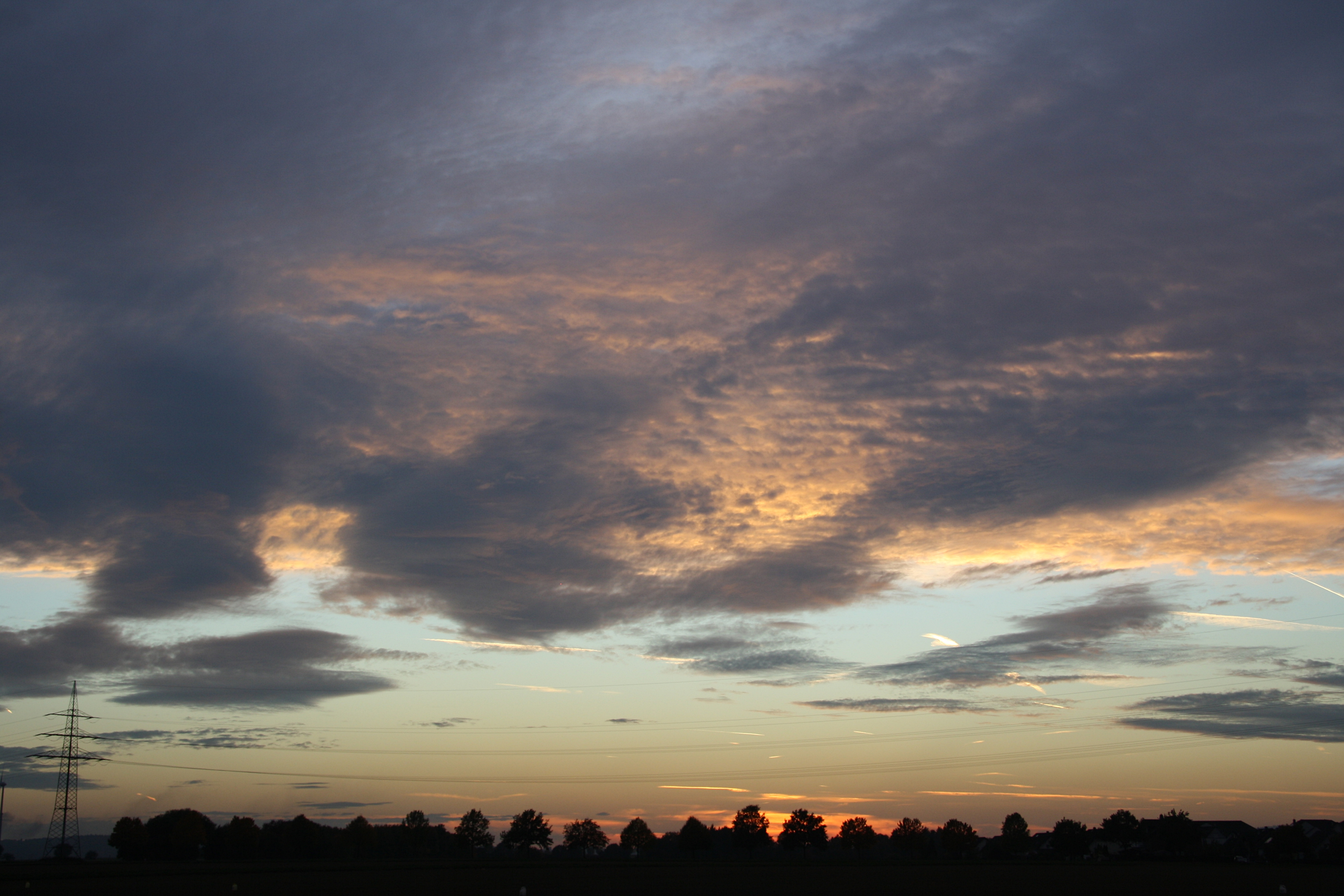
模様の向きが異なる二重層積雲
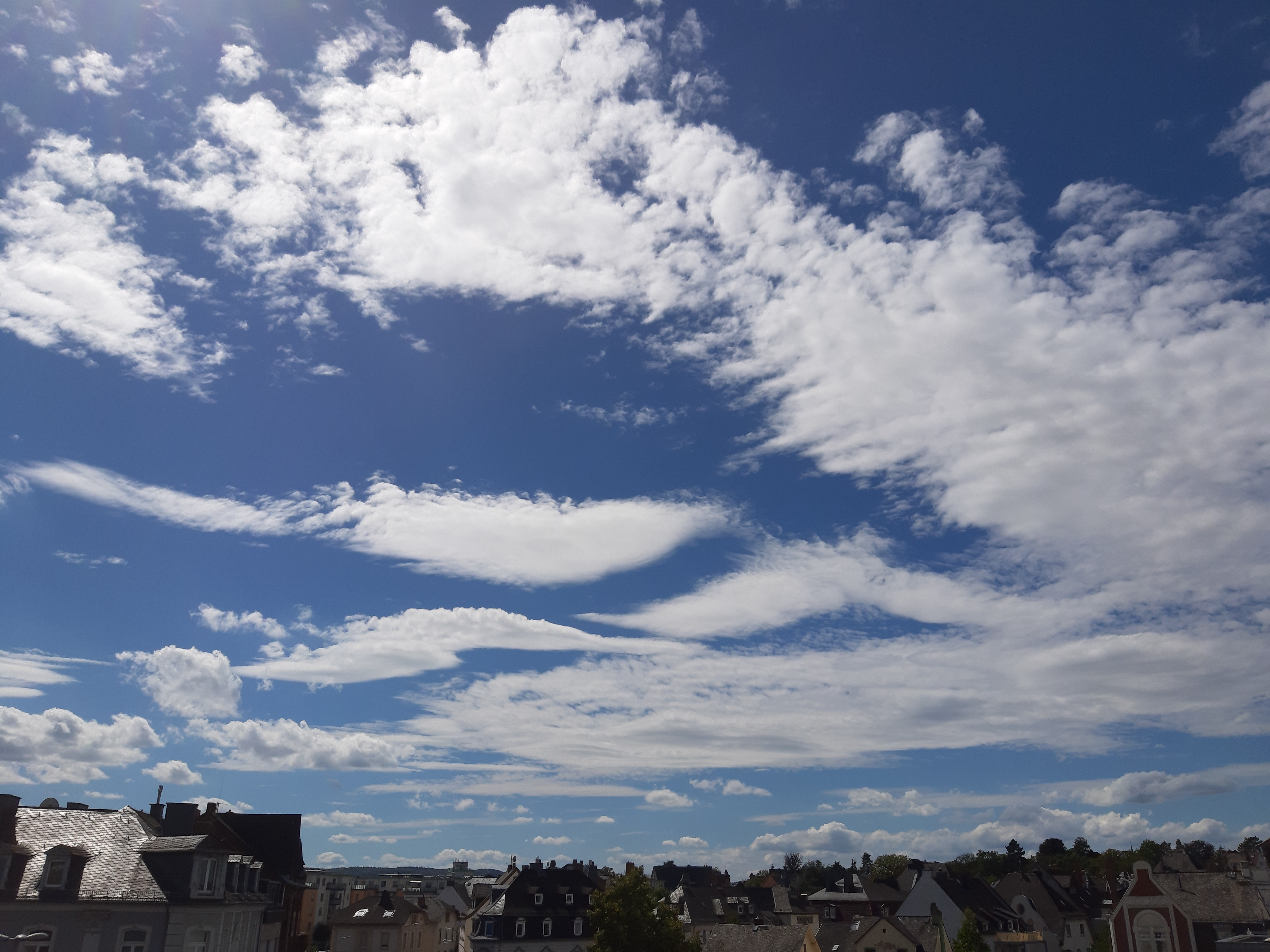
二重高積雲と積雲
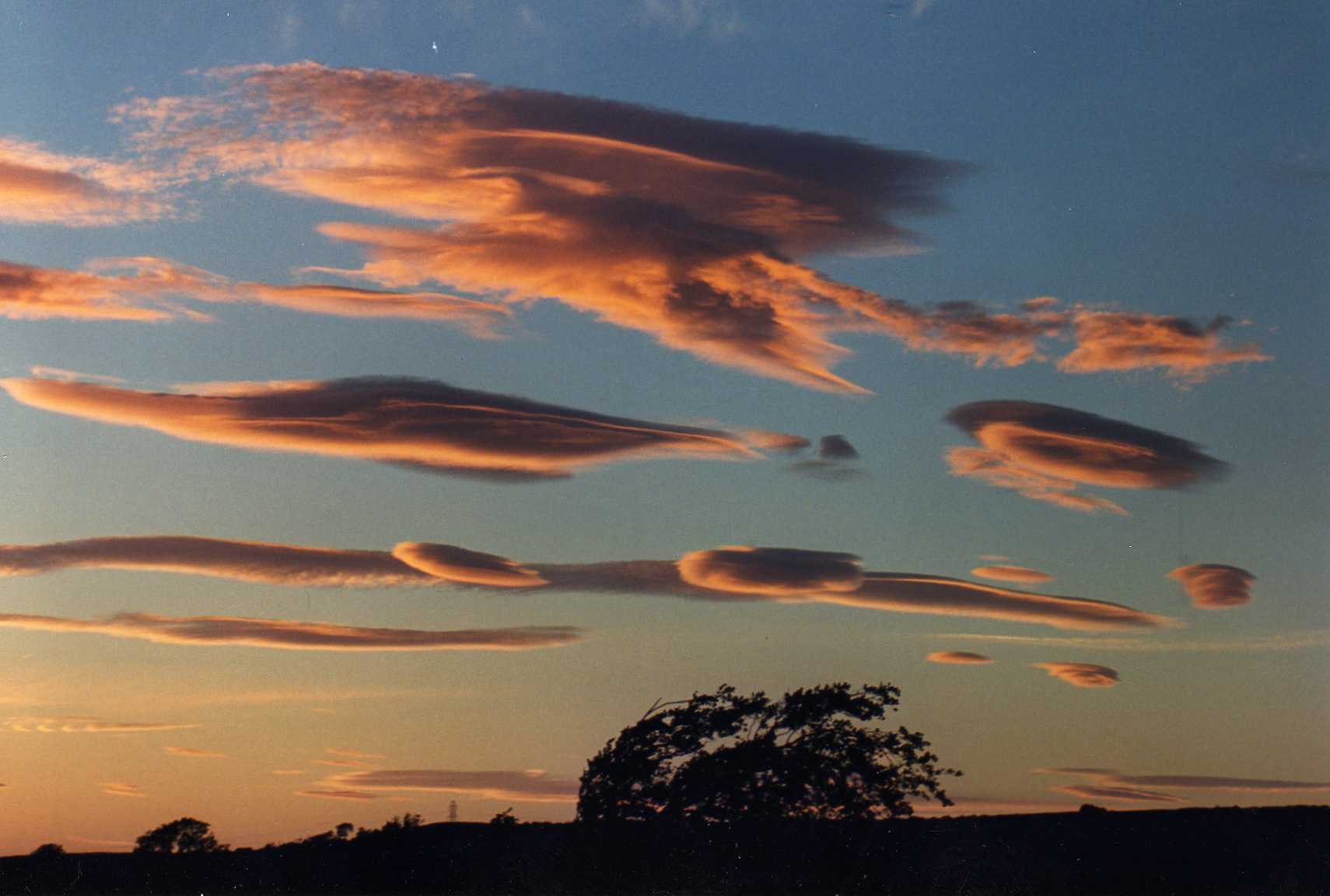
レンズ高積雲の二重雲